# 9562 Memling
9562 Memling eller 1987 RG är en asteroid i huvudbältet som upptäcktes den 1 september 1987 av den belgiske astronomen Eric W. Elst vid La Silla-observatoriet. Den är uppkallad efter målaren Hans Memling.
Asteroiden har en diameter på ungefär 18 kilometer och den tillhör asteroidgruppen Themis.